# Paroisse de Saint-François
Pour les articles homonymes, voir Saint-François.
Ne doit pas être confondu avec Saint-François-de-Madawaska.
La paroisse de Saint-François est à la fois une paroisse civile et un ancien district de services locaux (DSL) canadien du comté de Madawaska, au nord-ouest du Nouveau-Brunswick.

## Toponyme
La paroisse est nommée en l'honneur de François d'Assise.

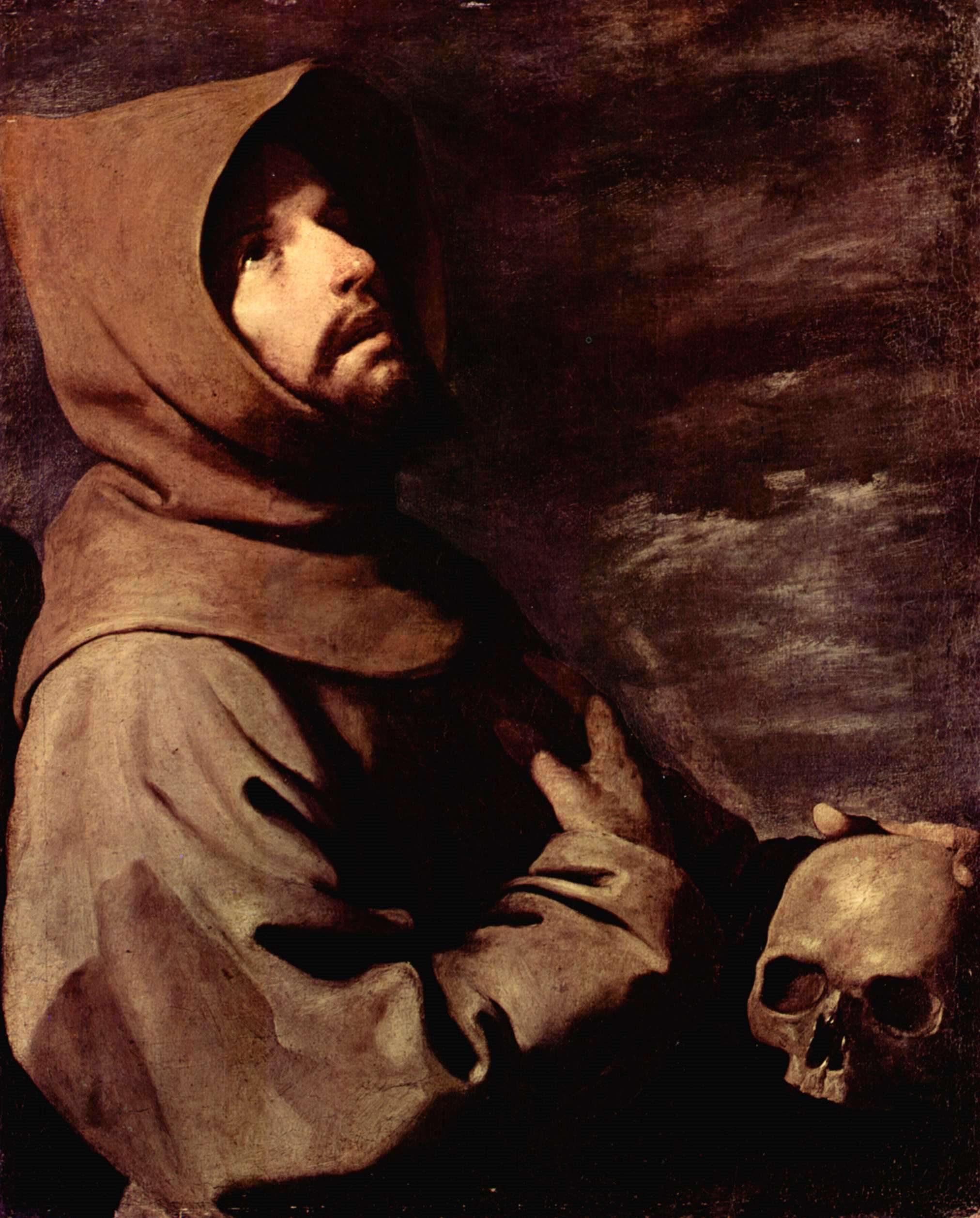
François d'Assise.

## Géographie

Situation de Saint-François dans le comté de Madawaska.

Les différents hameaux sont Mouth of Saint-Francis, Connors, Val Oaks, Little River Mills, Pelletier Mill, Concession-des-Viel, Concession-des-Bouchard, Concession-des-Vasseur et Lac-Unique. Le terrain est montagneux, faisant partie des Appalaches.
Les plus hautes montagnes dépassent les 480 mètres. Les principaux cours d'eau sont le fleuve Saint-Jean, la rivière Saint-François et la rivière des Crocs. Les principaux lacs sont le lac Glasier et le lac Unique.
La paroisse de Saint-François est généralement considérée comme faisant partie de l'Acadie, quoique l'appartenance des Brayons à l'Acadie fasse l'objet d'un débat.

## Histoire
La paroisse de Saint-François est situé dans le territoire traditionnel des Malécites. Le village de Connors est fondé durant le premier quart du XIXe siècle, principalement par des familles anglaises. Les Acadiens deviennent graduellement majoritaires. Les premiers résidents sont attirés par le commerce du bois. Les premiers notables sont John Ben Glazier et Robert Connors.
Il semble que le territoire soit colonisé entre 1830 et 1840 par des Canadiens anglais de la basse vallée du fleuve Saint-Jean, ainsi que vraisemblablement quelques Américains. Les Acadiens s’établissent par la suite dans la localité. La paroisse civile est érigée en 1833. Une église est construite à Connors en 1893. Elle est détruite dans un incendie en 1960 mais une nouvelle est ouverte l'année suivante.
La municipalité du comté de Madawaska est dissoute en 1966. La paroisse de Saint-François devient un district de services locaux en 1967.
Connors est l'une des localités organisatrices du Ve Congrès mondial acadien en 2014.

## Économie
Entreprise Madawaska, membre du Réseau Entreprise, a la responsabilité du développement économique.

## Administration

### Commission de services régionaux
La paroisse de Saint-François fait partie de la Région 1, une commissions de services régionaux (CSR) devant commencer officiellement ses activités le 1er janvier 2013. Contrairement aux municipalités, les DSL sont représentés au conseil par un nombre de représentants proportionnels à leur population et leur assiette fiscale. Ces représentants sont élus par les présidents des DSL mais sont nommés par le gouvernement s'il n'y a pas assez de présidents en fonction. Les services obligatoirement offerts par les CSR sont l'aménagement régional, l'aménagement local dans le cas des DSL, la gestion des déchets solides, la planification des mesures d'urgence ainsi que la collaboration en matière de services de police, la planification et le partage des coûts des infrastructures régionales de sport, de loisirs et de culture; d'autres services pourraient s'ajouter à cette liste.

### Représentation et tendances politiques
Nouveau-Brunswick: Saint-François fait partie de la circonscription provinciale de Madawaska-les-Lacs, qui est représentée à l'Assemblée législative du Nouveau-Brunswick par Yvon Bonenfant, du Parti progressiste-conservateur. Il fut élu en 2010.
 Canada: Saint-François fait partie de la circonscription fédérale de Madawaska—Restigouche, qui est représentée à la Chambre des communes du Canada par Jean-Claude D'Amours, du Parti libéral. Il fut élu lors de la 38e élection générale, en 2004, puis réélu en 2006 et en 2008.

## Vivre dans la paroisse de Saint-François
Le détachement de la Gendarmerie royale du Canada le plus proche est à Clair. Le bureau de poste et le poste d'Ambulance Nouveau-Brunswick les plus proches sont quant à eux à Saint-François-de-Madawaska. L'hôpital régional d'Edmundston dessert la région.
Les francophones bénéficient du quotidien L'Acadie nouvelle, publié à Caraquet, ainsi qu'à l'hebdomadaire L'Étoile, de Dieppe. Ils ont aussi accès aux hebdomadaires Le Madawaska et La République, d'Edmundston. Les anglophones bénéficient des quotidiens Telegraph-Journal, publié à Saint-Jean, et The Daily Gleaner, publié à Fredericton.

### Religion
Connors possède l'église catholique romaine Notre-Dame-du-Rosaire, siège de la paroisse du même nom. La paroisse est membre de l'unité pastorale Saint-Jean-des-Trois-Frontières, elle-même incluse dans le diocèse d'Edmundston.
La mission de Connors, dépendante de Saint-François-de-Madawaska, est fondée en 1893, année de construction de la première église. La paroisse Notre-Dame-du-Rosaire est fondée en 1950.
Missionnaires
- I. N. Dumont, 1890-1921
- Edouard Barry, 1917-1920
- Télesphore Lambert, 1921-1932
- Ernest Lang, 1932-1949
- Armand Labrie, 1944-1947
- Étienne Dubé, 1947-1953
- Hilaire Daigle, 1949-1966
- Alfred Ouellet, 1954-1955
- Georges Fournier, 1956

Curés
- Urbain Lang, 1950-1954
- Ben J. Saindon, 1956-1959
- Alfred Ouellet, 1959-1975
- Laurent Nadeau, 1975-1982
- Jacques Gauvreau, 1982-1991
- Yvon Ouellet, 1991-1998
- Claude Côté, 1998-2007
- Ivan Thériault, 2007-